# Nesiotoniscus nodulosus
Nesiotoniscus nodulosus är en kräftdjursart som beskrevs av Karl Wilhelm Verhoeff1942. Nesiotoniscus nodulosus ingår i släktet Nesiotoniscus och familjen Trichoniscidae. Inga underarter finns listade i Catalogue of Life.